# 基納拉區
11°40′N 15°10′W / 11.667°N 15.167°W
基納拉區是畿內亞比紹的一個行政區，下設4縣，該區北臨奧約區，東北面是巴法塔區，南接通巴利區，西鄰博拉馬區，總面積3,183平方公里，2004年人口52,174。首府福拉孔达。